# 제이슨 아넙
제이슨 아넙(영어: Jason Arnopp, 1966년 11월 15일 ~ )은 영국의 소설가, 극작가이다. 드라마 《닥터 후》 시리즈의 오디오북을 집필하였다.